# Centro Esportivo João Vilela
Centro Esportivo João Vilela – stadion piłkarski, w Morrinhos, Goiás, Brazylia, na którym swoje mecze rozgrywa klub Morrinhos Futebol Clube.